# Canale, Piemonte
Canale är en ort och kommun i provinsen Cuneo i regionen Piemonte i Italien. Kommunen hade 5 909 invånare (2018).